# Bourg (Alta Marna)
Bourg là một xã thuộc tỉnh Haute-Marne trong vùng Grand Est đông bắc nước Pháp. Xã này nằm ở khu vực có độ cao trung bình 459 mét trên mực nước biển.